# Minasandra, Koratagere
Minasandra là một làng thuộc tehsil Koratagere, huyện Tumkur, bang Karnataka, Ấn Độ.